# Acromantis formosana
Acromantis formosana (лат.) — вид богомолов рода Acromantis из семейства Hymenopodidae (Acromantinae), обитающий на Тайване. 
Самка крупнее самца. Нимфа от средне- до темно-коричневого цвета с выступающими шипастыми расширениями на брюшке, нарушающими ее очертания и обеспечивающими отличную маскировку на сухих листьях. У взрослой особи длинная узкая грудь и зеленые крылья. Длина тела самок до 3,5 см, в то время как самцы часто достигают длины около 3 см. Нимфы намного меньше, около 6 мм в длину после выхода из оотеки. 